# فضای میانی
فضای میان اشیا یا به عبارتی دیگر فضای میانی، تنها به عنوان فضای تهی و خلاء تلقی نمی‌شود. فضای میانی عاملی ضروری برای تشخیص و شناخت اشیا به حساب می‌آید و بدون آن، درک اجسام به‌طور مستقل  میسر نمی‌گردد. چنین فضایی نقش مهمی در روابط میان اشیا و عناصر ایفا می‌کندو تا زمانی که در نقطهٔ دید ما بناها و ساختمان‌هایی به چشم می‌خورد فضای میانی حاکم بر آن را نیز می‌توان احساس نمود.
فضای میانی به عنوان یک ترکیب سه بعدی و هم طراز با سایر بناها و دست ساخته‌ها مورد پذیرش قرار گرفته و در طراحی بنا گنجانده می‌شود. هر بنا بیش از یک فضای مفید و ضروری بوده  و نوع طراحی و ساخت آن یکی از عناصر مهم در طراحی و ساختار آن، یکی از عناصر مهم در معماری است.